# 马尔万 (马哈拉施特拉邦)
马尔万（Malvan或Malwan），是印度马哈拉施特拉邦辛杜杜尔格县的一个城镇。总人口18675（2001年）。

## 人口
该地2001年总人口18675人，其中男性9499人，女性9176人；0—6岁人口1763人，其中男921人，女842人；识字率81.39%，其中男性为85.17%，女性为77.48%。